# Poenius Postumus
Poenius Postumus was praefectus castrorum van het Romeinse legioen II Augusta, dat tijdens de opstand van Boudicca in 61 n.Chr. in Britannia met zijn troepen in Exeter was gestationeerd. Hij negeerde de oproep van de gouverneur, Gaius Suetonius Paulinus om zich met zijn legioen bij hem te voegen om gezamenlijk de opstand van Boudicca neer te slaan. Toen hij van de Romeinse overwinning tijdens de Slag bij Watling Street hoorde, realiseerde hij zich dat hij zijn troepen een aandeel in de roem had ontnomen. Misschien was hij ook wel een beetje bang voor de reactie van zijn superieuren. Hij voelde zich geroepen zich op zijn zwaard te werpen.
Van het legioen II Augusta is bekend dat deze in Exeter in Devon was gestationeerd. De praefectus castrorum of kampprefect klom normaal uit de lagere rangen op. In de bevelstructuur van een legioen was de praefectus castrorum de derde in rang. In dit geval werd de beslissing om de troepen al of niet in te zetten om de opstand neer te slaan genomen door Postumus, hetgeen impliceert dat de legaat en de seniortribuun niet beschikbaar waren. Waarschijnlijk maakten zij deel uit van de generale staf van Suetonius Paulinus tijdens diens campagne op het eiland Anglesey, die voorafging aan de opstand van Boudicca.

## Voetnoten
1. ↑  Tacitus, Annalen Ann. 14.37 14.37
2. ↑  Discussion on Roman military ranks op Military History Online
3. ↑  Graham Webster (1978), Boudica: the British Revolt Against Rome AD 60 blz. 95